# オスケメン
オスケメン（カザフ語：Өскемен）はカザフスタン共和国の都市で、東カザフスタン州の州都。人口は300,000人。かつて（ソビエト連邦時代）にはウスチ・カメノゴルスク（Усть-Каменогорск, Ust-Kamenogorsk）と呼ばれ、ロシア語表記として残されている（紋章参照）。

## 概要
1720年にエルティシ川とウルバ川の合流地点に、要塞・交易地として建設された。ソビエト連邦時代に採鉱や冶金の中心地として発展した。
第二次世界大戦後、第45収容地区（ラーゲリ）が設置され、シベリア抑留の対象となった日本人収容者が強制労働をさせられた。
住民の多くはロシア人で、カザフ人は30%以下である。

## 姉妹都市
- バブルイスク、ベラルーシ
- 江陵市、大韓民国 2011年
- ブルサ、トルコ 2011年
- ヨクネアム、イスラエル 2012年
- バルナウル、ロシア 2012年

## 出身人物
- エフゲニー・パラディエフ
- オリガ・リパコワ[2]